# 아이스 쇼

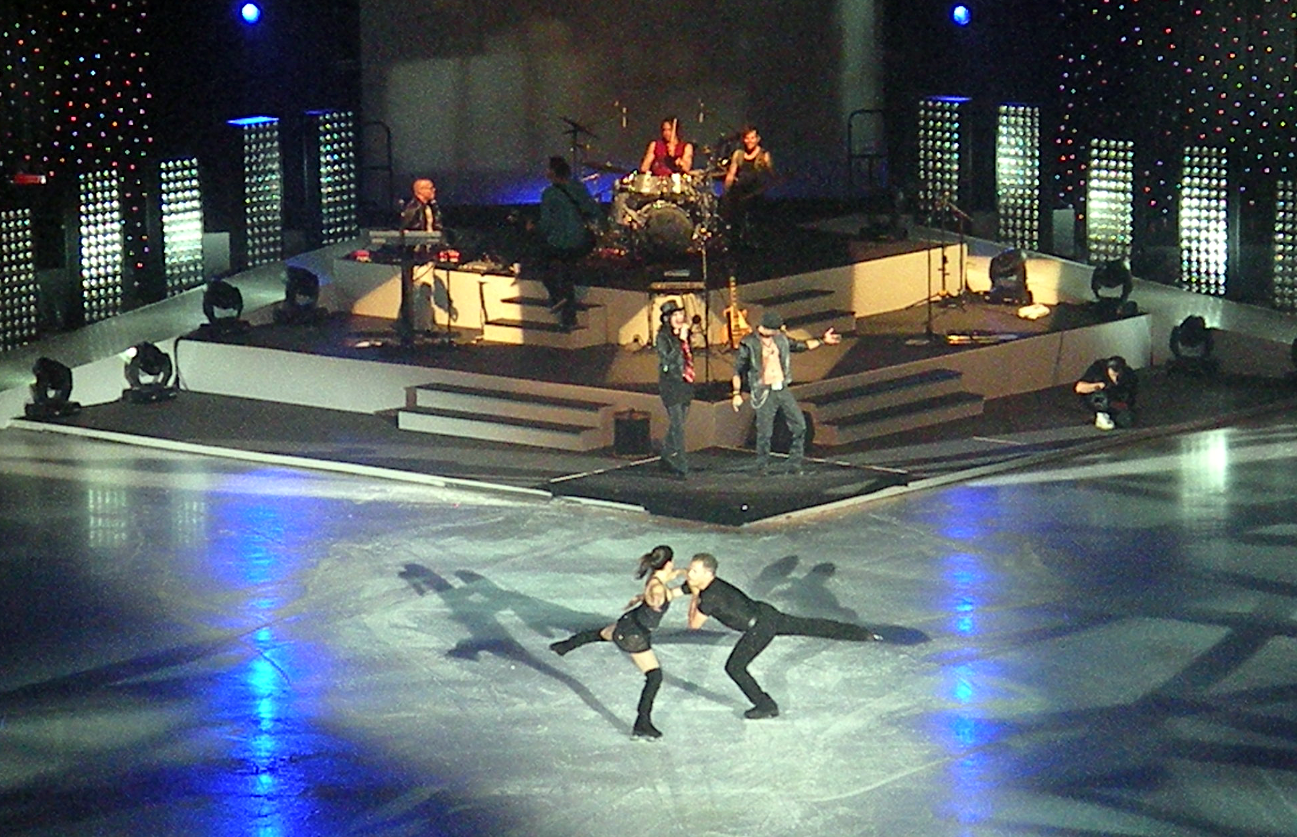

아이스 쇼(영어: ice show)는 아이스 스케이터들이 아이스링크를 무대로 하여 열리는 다양한 쇼를 의미한다.
아이스 쇼는 주로 아이스 스케이터들이 공연하는 엔터테인먼트 프로덕션이다. 이러한 쇼는 주로 스케이팅 전시회일 수도 있고, 음악 작업에 수반되거나 이야기를 제시하기 위해 스케이팅을 매체로 사용하는 본질적으로 뮤지컬 및 극적일 수도 있다. 이 용어는 일반적으로 (전문) 스포츠의 스케이팅 대회를 제외한다. 많은 회사에서 고정 또는 순회 아이스 쇼를 제작하여 다목적 경기장이나 스케이트장과 같은 관중을 수용할 수 있는 시설이나 무대에 임시 얼음 표면을 설치한 극장에서 일반 대중을 위해 공연한다. 아이스 쇼는 놀이 공원과 일부 대형 유람선에서도 엔터테인먼트로 제공된다.